# Fantasy Island (serie televisiva 2021)
Fantasy Island, resa graficamente come FANTASY ISLⱯND, è una serie televisiva statunitense, ideata da Elizabeth Craft e Sarah Fain, con protagoniste Roselyn Sánchez e Kiara Barnes. La serie ha debuttato su Fox il 10 agosto 2021 ed è terminata l'8 maggio 2023.
La serie è un sequel della serie televisiva degli anni settanta Fantasilandia (Fantasy Island, 1977-1984), con protagonisti Ricardo Montalbán, nei panni di Mr. Roarke, e Hervé Villechaize, in quelli di Tattoo. 

## Trama
In un resort di lusso, situato su di un'isola tropicale, gli ospiti possono vivere ogni loro fantasia. Persone che giungono sull'isola con un desiderio, finiscono con l'uscirne trasformate grazie al magico realismo di Fantasy Island.

## Episodi
La serie è stata preceduta da uno speciale per la televisione atto a presentare la nuova serie e intitolato Welcome to the New Fantasy Island. 
| Stagione         | Episodi | Prima TV USA | Prima TV Italia |
| ---------------- | ------- | ------------ | --------------- |
| Prima stagione   | 10      | 2021         | 2022            |
| Seconda stagione | 13      | 2023         | 2023            |

## Personaggi e interpreti
- Elena Roarke (stagioni 1-2), interpretata da Roselyn Sánchez, doppiata da Stella Musy.[1]
Elena Roarke è una discendente di Mr. Roarke, una sofisticata e affascinante donna che ha messo da parte le proprie ambizioni e la propria vita sentimentale per gestire il resort di famiglia.[2][3]
- Ruby Akuda (stagioni 1-2), interpretata da Kiara Barnes e da Stephanie Berry (ep. 1x01, da anziana), doppiata da Virginia Brunetti e da Valeria Perilli (ep. 1x01, da anziana).[1][2]
È una giovane donna affetta da una grave malattia che non le lascia scampo, alla quale Elena offre di vivere sull'isola così da poter avere la possibilità di una nuova vita.[2]
- Javier (stagione 2, ricorrente stagione 1), interpretato da John Gabriel Rodriguez, doppiato da Gabriele Sabatini.[1]
Autista del van impiegato per accompagnare gli ospiti sull'isola e interesse amoroso di Elena.

## Distribuzione
La prima stagione della serie televisiva è stata trasmessa negli Stati Uniti, sul canale televisivo Fox, dal 10 agosto al 23 dicembre 2021. La seconda stagione è andata in onda dal 2 gennaio all'8 maggio 2023. Il giorno seguente è stata cancellata dopo due stagioni.
In Italia la serie è stata trasmessa su Sky Serie dal 24 gennaio 2022 al 17 settembre 2023. 

### Edizione italiana
La direzione del doppiaggio è stata curata da Daniela Inserra, su dialoghi di Linda Barani e Nicoletta Landi, per conto della Iyuno - SDI Group.